# 特殊任務巡回警察
特殊任務巡回警察（とくしゅにんむじゅんかいけいさつ）、特殊任務パトロール警察（ウクライナ語: Патрульна служба поліції особливого призначення）は、ウクライナ内務省に属する義勇警察部隊である。
元々は、2014年の親ロシア派による騒乱を受け、2014年4月15日に犯罪侵犯の防止と市民秩序の擁護のために創設された。現在進行中のドンバス戦争において、特殊任務巡回警察の部隊は準軍事部隊としてウクライナ軍やウクライナ国家親衛隊、ウクライナ保安庁などと共に親ロシアの分離主義勢力と戦っている。

## 歴史
2014年4月、アルセン・アヴァコフ内務大臣代行は、特殊民警大隊の創設命令を出した。それに伴い、56個の特殊任務巡回民警部隊が編成された。2015年に民警（ウクライナ語: Міліція України）が国家警察（ウクライナ語: Національна поліція України）へ改称されたのに伴い、特殊任務巡回民警（Special Tasks Patrol Militsiya）は特殊任務巡回警察（Special Tasks Patrol Police）に改名された。
2016 年現在、ドニプロ1などの特殊任務巡回警察の連隊がある。

## 特殊任務巡回警察の部隊一覧

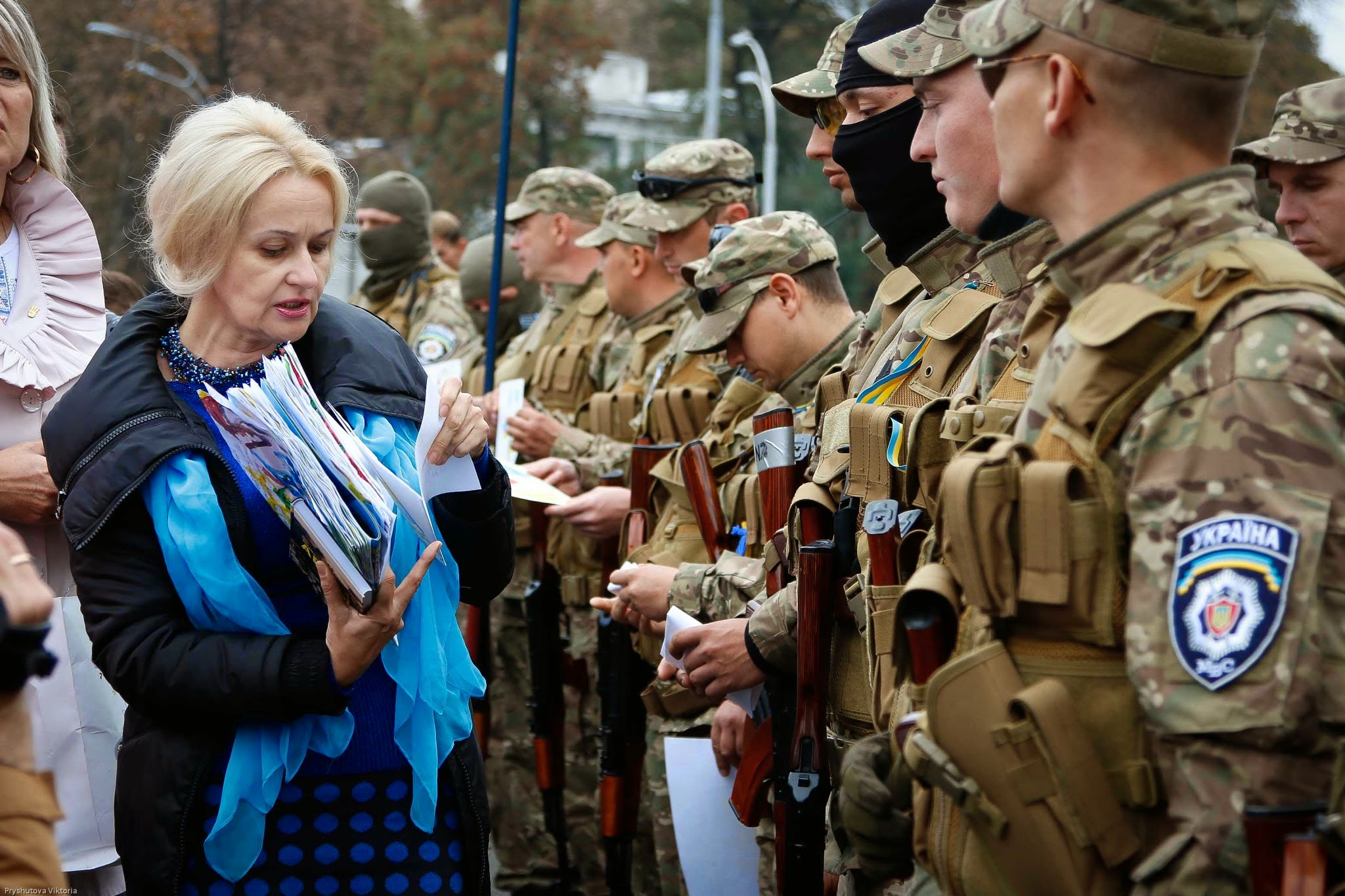
「シチ」警察大隊のメンバー達

- 「シチ」警察大隊のメンバー達「アルテミフスク」警察大隊（батальйон ПСМОП "Артемівськ" ）- ドニエプロペトロフスク州で結成された。

- "ボグダン "警察中隊（рота ПСМОП "Богдан" ） - 2014年7月12日にウクライナのフメルニツキーで結成された中隊。大部分は義勇兵で構成されている。

- "チェルニヒフ "警察大隊（батальйон ПСМОП "Чернігів" ） - チェルニヒフ州で結成された。

- 「ドニプロ1」警察連隊-「ドニプル1」とも呼ばれ、最初に編成された部隊の一つで、ドニプロペトロウシクで編成された。連隊の一部である「大隊クリミア」はクリミア・タタール人のイスラム教徒で編成される。

- 「イワノフランキフスク」警察大隊（батальйон ПСМОП「Івано-Франківськ」)

- 「ハリコフ」警察大隊（батальйон ПСМОП "Харків"）-ハリコフで編成

- 「クレメンチュク」警察中隊（рота ПСМОП "Кременчук" ）-ポルタヴァ州の有志で編成。

- 「キエフ-1」警察大隊（батальйон ПСМОП「Київ-1」）-キエフで結成された。

- 「キエフ-2」警察大隊（батальйон ПСМОП "Київ-2"）-キエフで編成される。

- 「キエフシチナ」警察大隊（батальйон ПСМОП "Київщина"）-キエフ州で編成される。

- 「ルハンスク1」警察大隊（батальйон ПСМОП "Луганськ-1")

- 「リヴィウ」警察大隊（батальйон ПСМОП "Львiв" ） - 西部の都市リヴィウで結成。

- 「ミロトヴォレツ」警察大隊（батальйон ПСМОП「Миротворець」）-キエフ州で結成された。

- "ポルタヴァ "警察大隊。ウクライナ中部のポルタヴァ州の有志で結成された。2014年9月5日に "ミルニィ "警察中隊は "ポルタヴァ "警察大隊に統合。

- "聖母マリア"警察大隊 (батальйон ПСМОП "Свята Марія") - 元々は "Shakhtarsk" police battalion（別名「イエス・キリスト百人隊」）の一個中隊。

- "シュトルム "警察大隊（батальйон ПСМОП "Шторм" ）-オデッサ州にて編成

- 「シチ」警察大隊 - シチ特別志願大隊とも呼ばれ、ザポロージアン・コサックのシチにちなんで名付けられた、キエフの全志願兵部隊。

- 「シチェスラフ」警察大隊（батальйон ПСМОП "Січеслав" ） - ドニエプロペトロフスク州で結成された。

- 「スキフ」警察大隊（батальйон ПСМОП "Скіф"） - ザポリージャの有志によって結成。

- 「スヴャティヤズ」警察大隊（батальйон ПСМОП "Світязь")

- "Svyatyi Mykolai" police battalion (батальйон ПСМОП "Святий Миколай") - ウクライナのミコライフ地域から出たボランティアによって2014年5月に結成された。

- "Zoloti Vorota" police battalion (батальйон ПСМОП "Золоті Ворота") - キーウで結成された。

さらに、MIA はドネツク州に 2 つの警察大隊 ("Donetsk-1" 警察大隊と "Donetsk-2" 警察大隊) を編成する命令を出したが、編成されることはなかった。

### かつての特殊警察部隊
- アゾフ大隊 ( Батальйон "Азов") –2014年のマリウポリ防衛戦（英語版）に参加したことで有名になり、超国家主義者やネオナチ党のメンバーによって形成されたため、物議を醸した志願兵大隊。 [3] [4] 2014年9月、連隊に拡張され、ウクライナ国家親衛隊に移管された。 [3]
- 「シャフタルスク」警察大隊( батальйон ПСМОП "Шахтарськ" ) – 2014 年 6 月にシャフタルスクに設立された、主にドンバス出身の元受刑者で構成されたすべて志願の領土防衛大隊 (大隊が内務省に報告しているため、そのメンバーは正式に警察官になった)。 [5] 2014 年 10 月、大隊の 50 人のメンバーが略奪とフーリガン行為で告発された後、部隊は解散。 [6]その後、大隊は「トルネード」警察大隊として復活した。 [5]
- 「トルネード」警察大隊– 「シャフタルスク」警察大隊は、大隊の 50 人のメンバーが略奪とフーリガン行為で告発された後、2014 年 10 月に解散されました。 [6] 「トルネード」警察大隊として復活した。 [5]大隊は約100人の強さで、ほとんどのメンバーはドンバスの元囚人で構成（大隊が内務省に報告しているため、そのメンバーは正式に警察官であった）. [5] 2015年6月18日、メンバーが略奪、レイプ、拷問で告発された後、部隊は解散した。 [7] [8]当初、大隊は作戦の停止と武装解除を拒否した。 [9]元大隊のメンバーは、分離主義者の支配下にある領域から鋳鉄を密輸したとして起訴され、逮捕された。 [10]